# L'Ermengol
L'Ermengol o l'Armengol és una masia als afores de la vila de Sant Llorenç Savall (Vallès Occidental), a la vall de Vallcàrcara, protegida com a bé cultural d'interès local. És un mas de diferents cossos, afegits al llarg del temps. El recinte està envoltat d'un mur amb una portalada d'arc de mig punt adovellat i coberta per una petita teulada. Aquesta porta dona accés a un pati interior que té una galeria d'arcs rebaixats a ponent i a llevant una porxada més moderna. Les diferents finestres estan emmarcades amb carreus de grans dimensions, excepte les finestres de sota el teulat, que s'obren a les golfes, que són d'arc de totxo. El paredat és de pedra, segurament de les rieres de la contrada, i també en algun lloc s'hi veu la rajola. El cos principal té teulada a dues aigües, i a falta d'un braç, podria tenir una estructura basilical.
Se'n troben notícies des del 1350 fins al 1595. Pertanyé als Daví durant molts anys i per una peça de terra anomenada la Rovira estava subjecte a la prestació, a favor de Jaume Daví, d'un parell de gallines i de la tasca de tots els fruits. Actualment, a part de ser la segona residència dels seus propietaris, també té instal·lat un museu.